# Rodrigo Santana
Rodrigo Santana, detto Rodrigão (San Paolo, 17 aprile 1979), è un pallavolista brasiliano.
Gioca nel ruolo di centrale nel Santos.

## Palmarès

### Club
- Campionato brasiliano: 1

1996-97
- Campionato italiano: 1

2005-06
- Coppa Italia: 2

2007-08, 2008-09
- Supercoppa italiana: 2

2006, 2008
- Campionato Paulista: 6

1997, 1998, 1999, 2000, 2001, 2011
- Coppa San Paolo: 1

2011
- Coppa CEV: 1

2005-06

### Nazionale (competizioni minori)
- Campionato sudamericano juniores 1996
- Campionato sudamericano pre-juniores 1996
- Memorial Hubert Wagner 2010

### Premi individuali
- 2006 - Coppa CEV: Miglior attaccante
- 2007 - Campionato sudamericano: Miglior attaccante
- 2010 - Superliga brasiliana: Miglior muro